# Vale do Seixo e Vila Garcia
Vale do Seixo e Vila Garcia (llamada oficialmente União das Freguesias de Vale do Seixo e Vila Garcia) es una freguesia portuguesa del municipio de Trancoso, distrito de Guarda.

## Historia
Fue creada el 28 de enero de 2013 en aplicación de una resolución de la Asamblea de la República de Portugal promulgada el 16 de enero de 2013 con la unión de las freguesias de Vale do Seixo y Vila Garcia, pasando su sede a estar situada en la antigua freguesia de Vale do Seixo.

## Demografía
| Gráfica de evolución demográfica de Vale do Seixo e Vila Garcia entre 2011 y 2021 |
|                                                                                   |
| Datos según el nomenclátor publicado por el INE portugués.                        |